# Daniel Bonifaz von Haneberg

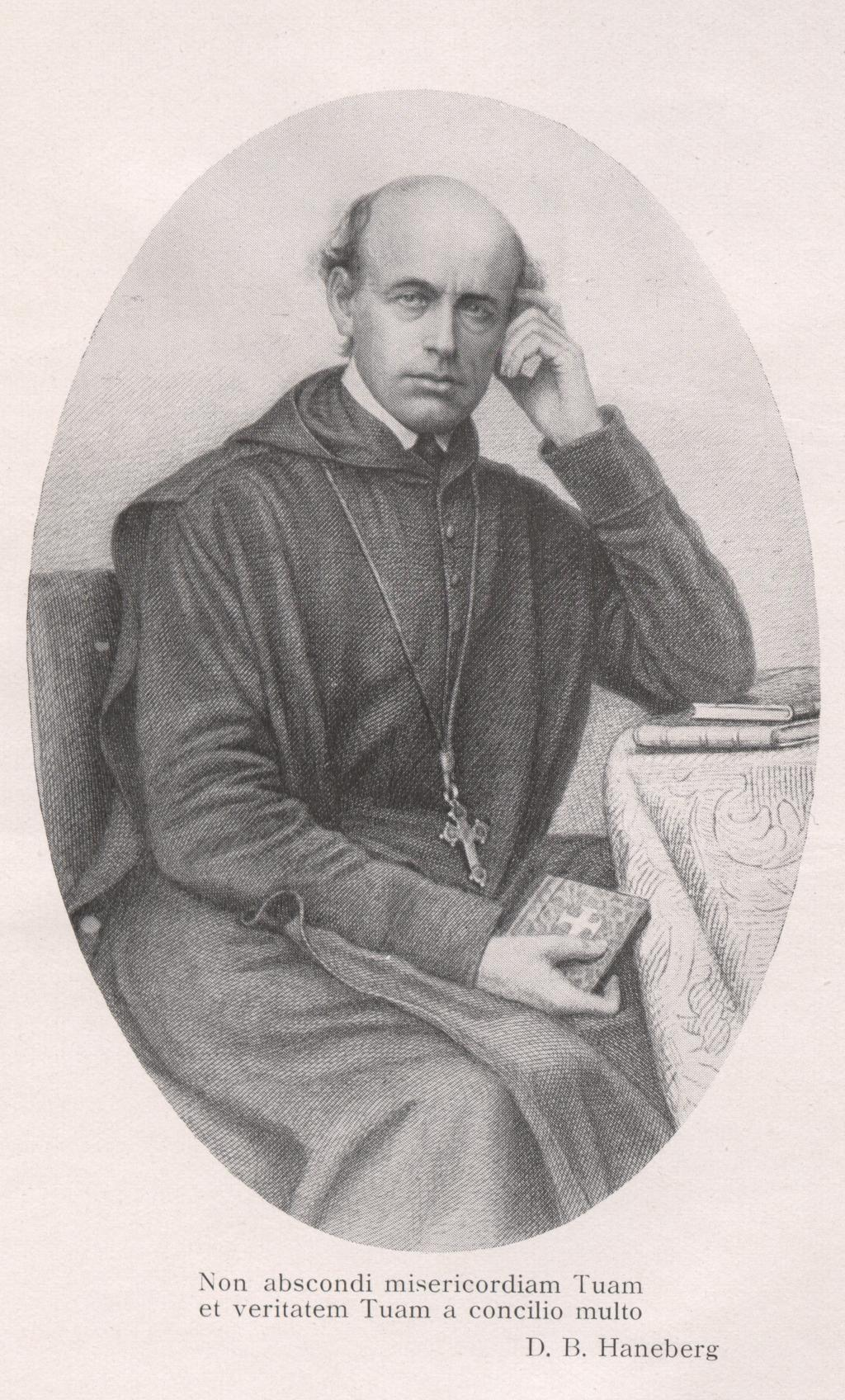
Bischof Daniel Bonifazius von Haneberg OSB

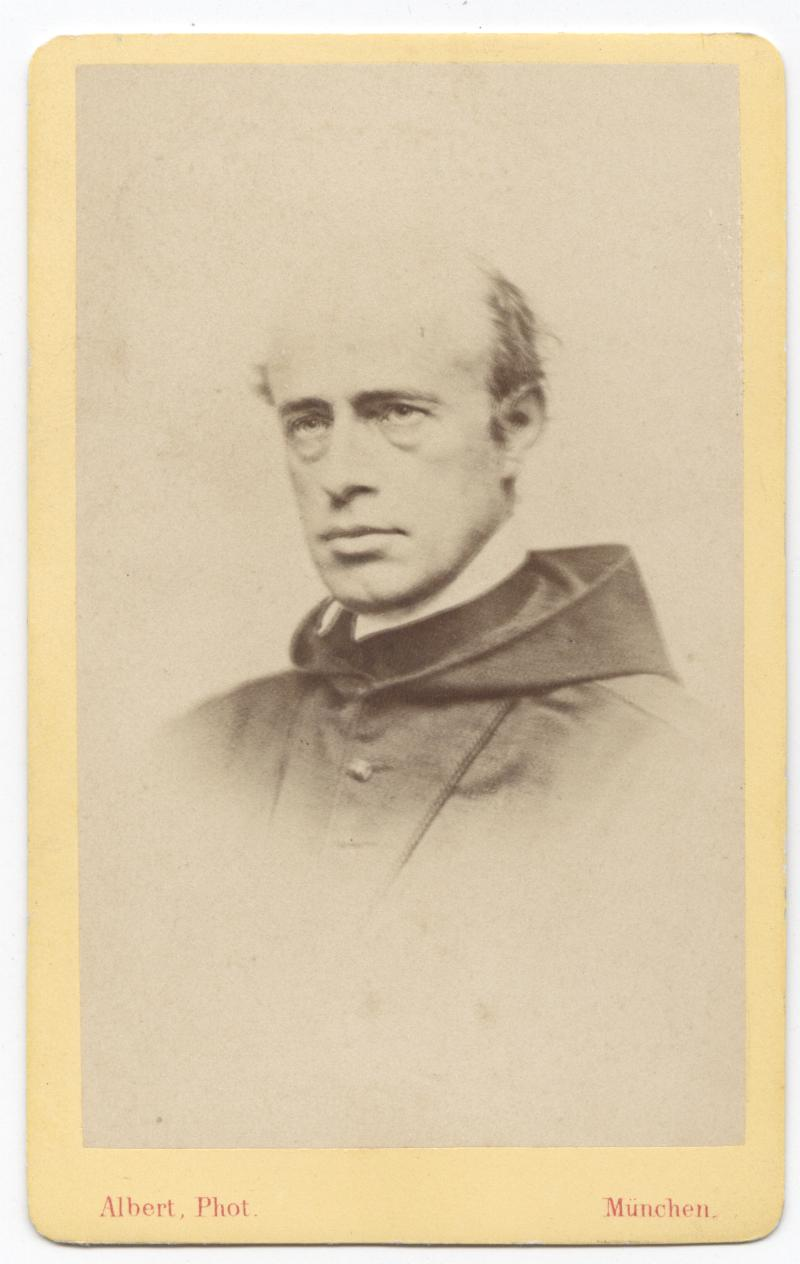
Daniel Bonifazius von Haneberg als Benediktinerabt, um 1870

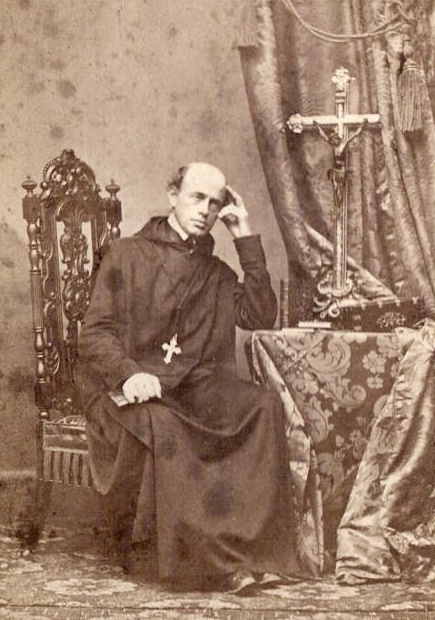
Daniel Bonifazius von Haneberg als Benediktinerabt, um 1870

Daniel Bonifazius von Haneberg OSB (* 17. Juni 1816 in Tannen bei Lenzfried; † 31. Mai 1876 in Speyer) war ein deutscher Benediktiner, Abt, Theologe, Orientalist und Bischof der römisch-katholischen Diözese Speyer.

## Leben

### Herkunft und Jugend
Daniel Haneberg wurde als Sohn des Bauern Tobias Haneberg und seiner Frau Franziska geb. Haibel, auf dem Einödhof Tannen, Pfarrei St. Magnus in Lenzfried bei Kempten, geboren. Er war der dritte von vier Söhnen des Ehepaares. Die Mutter verstarb, als Daniel neun Jahre alt war.
Zunächst besuchte der Junge die Bürgerschule, dann das Gymnasium in Kempten. Bereits 1829 – also mit 13 Jahren – begann er dort das Studium des Hebräischen und trat in Briefkontakt mit dem Rabbiner Thannhäuser. Auch begann er noch in Kempten Syrisch, Arabisch und Persisch zu lernen. Bald reichten jedoch die provinziellen Lernmöglichkeiten für den wissbegierigen Jungen nicht mehr aus. Sein Gymnasialprofessor Böhm gab ihm daher den Rat, seine Gymnasialstudien in der Hauptstadt München fortzusetzen. Dies tat Haneberg und besuchte dort ab 1834 das „Alte Gymnasium“, das spätere Wilhelmsgymnasium, und legte dort 1835 das Abitur ab.
Nach dem Schulabschluss begann er noch im gleichen Jahr in München das Studium der Philosophie und Theologie, wobei Ignaz von Döllinger und Johann Adam Möhler zu seinen Professoren zählten. 1837 trat Haneberg als Alumne in das Collegium Georgianum in München ein. Bei seinen Sprachstudien konnten ihm die Vorlesungen über Hebräisch, Syrisch und Aramäisch nichts mehr Neues bieten. Umso fleißiger lernte er nun Chinesisch und Sanskrit sowie diverse moderne Sprachen. Am 13. August 1839 promovierte er in lateinischer Sprache zum Doktor der Theologie und erhielt am 29. August des gleichen Jahres in seiner Heimatdiözese Augsburg von Bischof Peter von Richarz die Priesterweihe.

### Theologieprofessor
Schon am 4. Dezember 1839 wurde der Neupriester als Privatdozent zugelassen, 1840 ernannte man ihn zum außerordentlichen, 1844 zum ordentlichen Professor an der Münchener Universität. Er unterrichtete hier die Fächer Altes Testament und Orientalische Sprachen. Ab 1845 wirkte Haneberg auch als Universitätsprediger. 1848 berief man ihn zum Mitglied der Bayerischen Akademie der Wissenschaften.
Haneberg galt als Sprachgenie; hauptsächlich betrieb er das Studium des Hebräischen, geläufig sprach er Arabisch, Koptisch, Äthiopisch, Armenisch, Persisch, Sanskrit und Chinesisch. Die Kenntnis des Französischen, Englischen, Portugiesischen und anderer Sprachen waren ihm selbstverständlich. Das Neugriechische sprach er wie seine Muttersprache, selbst im Russischen und Türkischen konnte er sich verständigen.

### Benediktiner
1850 trat er in die Benediktinerabtei St. Bonifaz zu München ein und erhielt den Ordensnamen Bonifazius. 1854 wurde er zum Abt gewählt. Seine Professorentätigkeit behielt er bei. Zum Zweck der Errichtung eines Missionshauses reiste er u. a. 1861 nach Algerien und Tunis sowie 1864 über Konstantinopel nach Palästina. Auf Grund seiner Sprachbegabung und der auf den Reisen erlangten Kenntnisse über orientalische Kirchen wurde er 1868 zum Konsultor für das Vatikanische Konzil, als Mitglied der Kommission für die orientalischen Kirchen ernannt. Beim Konzil gehörte er der Minorität an, die sich gegen die Dogmatisierung der päpstlichen Unfehlbarkeit aussprach. Im Gegensatz zu seinem alten Freund und Professor Ignaz von Döllinger nahm Haneberg die Konzilsentscheidung jedoch ohne Wenn und Aber an und verteidigte sie nachdrücklich.
In seiner 1850 in erster (und 1863 in dritter) Auflage erschienenen Geschichte der biblischen Offenbarung, die als Verteidigung der Bibel gegen antikatholische Angriffe gedacht war, wandte sich Haneberg zwar gegen eine pauschale Verurteilung der pharisäischen Glaubenspraxis, äußerte sich jedoch auch herablassend gegen bestimmte Talmudstellen. Er bezeichnete es als „Grundirrtum“, wenn Juden die Offenbarung für unwandelbar hielten, wo sie sie hingegen weiterentwickelten, züchteten sie „Schmarotzerpflanzen kleinlicher Menschenbemühung am Gotteswerke“. Nichtisraeliten, so Haneberg, seien angeblich laut Talmud unrein und würden „nicht Menschen, sondern Vieh geheissen“. Antijudaistischen Denkweisen entsprechend unterstellte er der rabbinischen Ethik, deren Handeln „knechtisch an sehr lästige Übungen äusserlicher Art gebunden“ sei, ein Fehlen wichtiger moralischer Prinzipien im Umgang mit Nichtjuden.

### Bischof von Speyer
Mehrfach hatte Haneberg Berufungen auf vakante Bischofsstühle ausgeschlagen, so 1858 in Bamberg, 1864 in Trier, 1865 in Köln und 1866 in Eichstätt. 1866 wurde er in den Adelsstand erhoben. Endlich nahm er auf Drängen des Papstes eine am 25. August 1872 erfolgte Wahl an, die ihn auf den Bischofssitz von Speyer berief. Die Bischofsweihe spendete ihm am 25. August 1872 der damalige Erzbischof von München, Gregor von Scherr.
Haneberg fand eine von Bischof Nikolaus von Weis über Jahrzehnte hinweg vorbildlich geführte Diözese vor. In seinem ersten Hirtenbrief vom 14. September 1872 bekannte er, dass ihn „lebhafte Gefühle der Schüchternheit“ befielen, wenn er an dessen „großartige Erfolge“ und an den „Segen, den er während einer Amtstätigkeit von 27 Jahren überall in der Diözese verbreitet hat“, denke. Auf diese Tätigkeit baute der neue Oberhirte auf und wirkte – trotz seiner wissenschaftlichen Genialität – vor allem als unermüdlicher „Seelsorgebischof“ und weniger durch herausragende Taten.
Beim Amtsantritt grüßte er liebevoll alle Menschen, auch die Nicht-Katholiken, und lud sie nach Professorenart ein, mit ihm ihre Meinungen auszutauschen:

„Es ermuthigt mich, von vielen gehört, ja zum Theil selbst erfahren zu haben, daß es zu den vorherrschenden Eigenschaften der Bewohner dieser schönen Gauen gehört, einen offenen, freien Meinungsaustausch zu lieben. Wohlan denn, so werde ich auch von der Gesinnung jener nichts zu fürchten haben, welche nicht auf dem Boden und in der Einheit der Kirche stehen aber ihre öffentlichen Lehren und Gebräuche sehen und sich darüber aussprechen. Sie mögen es thun … Niemand verachten wir, allen, auch den von der Kirche Getrennten wünschen wir den vollen Segen des Christentums, insbesondere wünschen wir auch den unter uns lebenden Kindern Israels die Erkenntnis Jesu Christi als des wahren Sohnes Gottes und Heilands der Welt.“

Als 1873 die Cholera in Speyer wütete und viele Todesopfer zu beklagen waren, pflegte der Bischof täglich mit seinem Sekretär Domvikar Schwarz, mit Dompfarrer Dietrich Becker sowie den Domkaplänen Konrad Busch (der spätere Bischof) und Friedrich Molz trotz höchsten Ansteckungsrisikos persönlich die Kranken in den Wohnungen und Spitälern.
Obwohl er kränklich war, schonte er sich nicht. Er bereiste die Gemeinden vor Ort. Oftmals wurde ihm schlecht, mehrfach fiel er infolge der Anstrengungen in Ohnmacht. Domdekan Weiß sagte einmal voller Sorge zu ihm: „Wenn Sie so fortmachen dann haben wir Sie nur 3 Jahre.“
Bischof Haneberg nahm am 7. Oktober 1874, in Schloss Hohenschwangau, den Übertritt der Königin Marie von Bayern zur katholischen Religion entgegen.
Der mit Haneberg befreundete Priesterschriftsteller Sebastian Brunner besuchte ihn im September 1875 in Speyer. Er berichtet sehr anschaulich wie er von seinem Freund empfangen wurde, bzw. wie er ihn antraf:

„Haneberg kam mir schon bei der Thüre seines Zimmers entgegen, mit seinem eigenthümlichen überaus freundlichen und wohlwollenden Lächeln, wobei er bei geschlossenem Munde, einige Lachlaute durch die Nase auszustoßen pflegte. Ich hatte ihn seit 31. August 1872, also seit drei Jahren nicht gesehen. Er kam mir gleich für den ersten Augenblick abgemagert und gealtert vor. Das Gespräch war bald im fröhlichen Gange … Nachmittags machte ich mit Haneberg einen Spaziergang an den Ufern des Rheines... Haneberg hatte einen schwarzen, eng anliegenden, mit einem Cingulum umgürteten Talar an. Jetzt kam mir der große, schlanke Mann erst recht auffallend abgemagert vor.“

Brunner war erschrocken über das schlechte Aussehen des Freundes und vertraute sich dem ebenfalls anwesenden Professor Benedikt Weinhart an:

„Für Haneberg ist das Hirtenamt geradewegs aufreibend, er verzehrt sich schonungslos, ich habe gehört daß er bei Visitationen öfter an einem Tag zwei oder drei mal predigt, da nützen aber alle Vorstellungen nichts. Dazu noch Sorgen, Kummer und Verdruß in Fülle. Er sieht schlecht aus. Das kann er unmöglich lange so aushalten.“

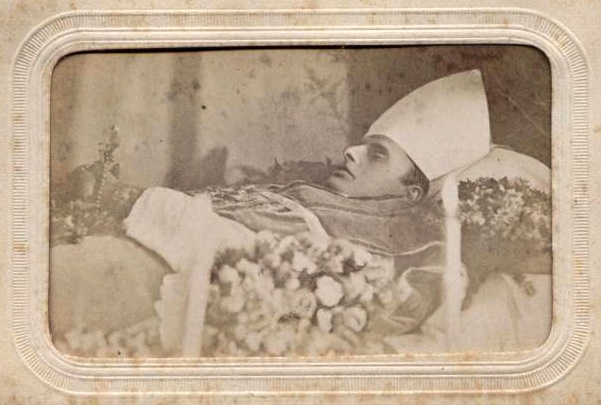
Bischof Haneberg auf dem Sterbebett, 1876

Im Mai 1876 erkrankte der Oberhirte an einer Lungenentzündung. Die drei behandelnden Ärzte sagten übereinstimmend, dass nicht die Krankheit selbst den voraussichtlichen Tod herbeiführen werde, sondern der Mangel an Widerstandskraft und der allgemein geschwächte Organismus. So geschah es tatsächlich. Bischof Haneberg starb am 31. Mai 1876, morgens um 9.15 Uhr. Er hatte sich im Dienst der Diözese Speyer schonungslos aufgerieben.
Die Beisetzung fand am 2. Juni im Dom zu Speyer statt. Über 200 Geistliche, die Bischöfe Wilhelm Emmanuel von Ketteler aus Mainz, Franz Leopold von Leonrod aus Eichstätt sowie Abt Benedikt Zenetti (aus Speyer stammend und Hanebergs Nachfolger in der Abtei St. Bonifaz) nahmen an der Trauerfeier teil. Hanebergs ehemaliger Münchner Schüler, Dompfarrer Dietrich Becker hielt ihm die Trauerpredigt. Sie erschien im Druck und bildet ein eigenes Kapitel in A. Huths Haneberg Biographie. Der abschließende Passus lautete:

„Und nun du hoher Dom von Speyer, in dem so mancher Kaiser und Kirchenfürst seine letzte Ruhe gefunden, sei deinem Bischof, der in dir nicht mehr das heilige Opfer darbringen kann, ein friedliches Grab. Spanne deine hohen Bogen über seiner ungestörten Ruhestätte, bis am jüngsten Tag sein Leib wieder auferstehen wird und wir mit ihm in die Verklärung einziehen werden.“

Nach Jakob Bissons 7 Speyerer Bischöfe und Ihre Zeit hat Wilhelm Redelberger, der damals älteste Priester des Bistums Speyer (1853–1949), als Ohrenzeuge, noch 1945 diesen für ihn besonders eindrucksvollen Abschnitt frei zitieren können. Bisson berichtet in seinem Buch weiter, dass der unter der Kanzel sitzende Bischof Ketteler beim Anhören von Beckers Trauerpredigt weinte und dessen Worten durch wiederholtes Nicken mit dem Haupte zustimmte. Wilhelm Emmanuel von Ketteler habe damals auch geäußert: „Ach was hat doch der liebe Gott mit seiner Kirche vor, daß er ihr einen solchen Bischof wie Haneberg genommen hat!“
Ein elsässischer Geistlicher, der ihn gut kannte, schrieb im Pilger über den Verstorbenen:

„Haneberg war groß und ehrfurchtgebietend an Gestalt, mächtig an Geist, kräftig im Wort, demütig in Gesinnung, herablassend in Güte, überreich an Wissenschaft, streng gegen sich selbst und liebevoll gegen andere.“

## Grab
Als Grabinschrift wählte man in Anspielung auf seine imponierend große Gestalt, seinen hohen, aufstrebenden Geist sowie auf seinen frommen Eifer die Worte aus Sirach 50,9: „Wie Weihrauchduft brennend im Feuer, gleich einem Zedernbaum auf dem Libanon.“
Kaiserin Elisabeth von Österreich, genannt „Sisi“, besuchte den Speyerer Dom am 28. April 1883 in Begleitung ihrer Tochter Marie Valerie und ihrer Schwester Sophie sowie deren Gemahl Herzog Ferdinand von Alençon. Die Kaiserin ließ sich speziell das Grab des von ihr sehr geschätzten Bischofs Haneberg zeigen und kniete davor zum Gebet nieder.

## Mitgliedschaften
Daniel Bonifaz von Haneberg war Mitglied der Deutschen Morgenländischen Gesellschaft.

## Werke
- Die Verehrung der XII Imàme bei den Schiiten. In: Zeitschrift der Deutschen Morgenländischen Gesellschaft, Band 2. 1848. S. 74–95 (= + Nachtrag der Redaktion) (Digitalisat).
- Drei nestorianische Kirchenlieder. In: Zeitschrift der Deutschen Morgenländischen Gesellschaft, Band 3. 1849. S. 231–241 (Digitalisat).
- Ali Abulhasan Schadeli: Zur Geschichte der nordafrikanischen Fatimiden und Sufis. In: Zeitschrift der Deutschen Morgenländischen Gesellschaft, Band 7. 1853. S. 13–27 (Digitalisat).
- Geschichte der biblischen Offenbarung, Regensburg 1850
- Die religiösen Altertümer der Bibel, München 1869
- Beleuchtung von Renans Leben Jesu, Regensburg 1864
- Evangelium nach Johannes, übersetzt und erklärt, 2 Bände; München 1878/1880